# Purismo (linguistica)

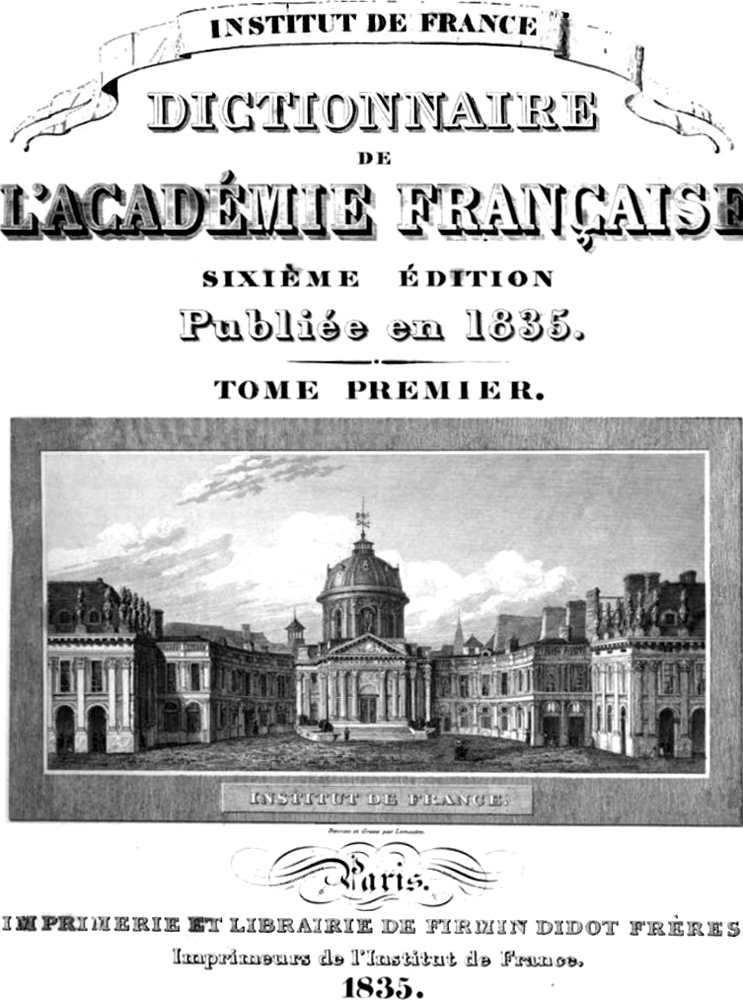
L'Accademia francese (Académie française) in Francia ha il compito di mantenere la purezza della lingua francese. Questa è la prima pagina della 6ª edizione del suo dizionario (1835)

In linguistica, per purismo si intende la tendenza ad individuare in una specifica lingua una varietà linguistica più pura delle altre ed a intenderla come modello ideale. Il purismo linguistico fu istituzionalizzato attraverso accademie linguistiche (per le quali l'Accademia della Crusca, sorta ufficialmente nel 1585 per preservare la bellezza del volgare fiorentino e in seguito della lingua italiana, divenne un esempio in Europa) e le loro decisioni sono spesso sostenute dalla legge.
Il declino percepito e lamentato dai puristi può avere la forma del cambiamento del vocabolario, del sincretismo degli elementi grammaticali o dei prestiti. Il purismo linguistico è una forma di grammatica normativa. La similarità indesiderata è spesso in relazione ad una lingua vicina i cui parlanti sono culturalmente o politicamente dominanti. L'ideale astratto può invocare logica, chiarezza o la grammatica delle lingue "classiche". Viene spesso presentato come conservativo, come una "protezione" di una lingua dalle "aggressioni" di altre lingue o come "conservazione" dello spirito popolare nazionale, ma è spesso innovativo nel definire una nuova norma. A volte fa parte di una politica linguistica governativa che viene rafforzata in vari modi.

## Lingue affini
Un caso comune è quello di due lingue strettamente imparentate o due varietà linguistiche in diretta competizione, una più debole, l'altra più forte. I parlanti della lingua più forte possono caratterizzare la lingua più debole come "dialetto" della lingua più forte, con l'implicazione che la prima non abbia una sua esistenza indipendente. In compenso, i difensori dell'altra lingua faranno ogni sforzo possibile per provare che la loro lingua è ugualmente autonoma.
In questo contesto, lo yiddish e l'olandese sono stati considerati in passato dialetti del tedesco. Nel caso del basso tedesco, parlato nel Nord della Germania, il dibattito è ancora in corso. Dato che la linguistica non offre alcuna definizione accademica di dialetto e che i linguisti guardano alla distinzione con scetticismo – si veda Una lingua è un dialetto con un esercito ed una marina – la contesa riguarda questioni soggettive di politica identitaria e a volte può appellarsi a reazioni affettive estreme dei partecipanti.

### Sistemi di scrittura
Lingue strettamente imparentate spesso tendono a mescolarsi. Un modo di prevenire ciò è usare differenti sistemi di scrittura o diversi sistemi di compitazione. Il caso estremo è stato quello del moldavo e del romeno, che sono virtualmente identici sotto tutti i punti di vista, eccetto per il fatto che il moldavo usava l'alfabeto cirillico – che è ancora in uso nella Transnistria – e il romeno usa l'alfabeto latino.
Un altro esempio è la lingua yiddish, che è molto affine alla lingua tedesca, ma che usa l'alfabeto ebraico al posto di quello latino e che si mantiene così separata. Questo permetterebbe, ad esempio, ad un israeliano di leggere ad alta voce un testo in yiddish ad un tedesco, che non sa leggere l'ebraico ed il tedesco capirebbe il contenuto del testo, mentre l'israeliano no.
Un ulteriore esempio riguarda l'hindi e l'urdu, che sono tradizionalmente mantenute separate usando il devanagari e l'alfabeto arabo rispettivamente. Questo è un esempio spesso citato nei testi di linguistica; ad ogni modo, in tempi recenti, si è osservato che le lingue stanno tendendo a divergere sempre più, a causa della "sanscritizzazione" ed anglicizzazione dell'hindi e dell'"arabizzazione" e "persianizzazione" dell'urdu.
Il serbo, croato, bosniaco ed il montenegrino differiscono principalmente per lo stesso motivo: il primo usa l'alfabeto cirillico, il secondo quello latino, il terzo ed il quarto usano entrambi gli alfabeti. Queste lingue presentano un alto grado di mutua intelligibilità, dato che il serbo ed il croato si basano essenzialmente sullo stesso dialetto (una forma stilizzata di Neostocavo).

## Forme di purismo

### Basate sull'approccio
- Purismo arcaicizzante: si ha quando una comunità di parlanti tenta di riportare in vita la lingua di quella che viene percepita come un'età dell'oro della letteratura. Esempi: arabo, Tanittamil Iyakkam nella Lingua tamil, islandese (si veda anche: purismo linguistico in islandese), greco (nella variante katharevousa), sanscrito, latino (come ossessione puristica con le forme classiche durante il Rinascimento). Si veda anche rivitalizzazione linguistica.
- Purismo etnografico: si basa su una idealizzazione della campagna, delle storie popolari e dei dialetti. Esempi: Nynorsk (nuovo norvegese), alcune versioni del greco demotico.
- Purismo elitista: associato con una varietà altamente formale legata ad un'élite, per esempio la lingua parlata a corte.
- Purismo riformista: la sua caratteristica principale è quella di spezzare i legami col passato. Un esempio è la rimozione delle parole persiane ed arabe durante la riforma linguistica turca sotto Atatürk per scostarsi dalla lingua turca ottomana influenzata dal persiano e dall'arabo. Altri esempi sono gli sforzi puristi in lingue come l'hausa, lo swahili[senza fonte] e l'hindi per allontanarsi dal passato coloniale. Inoltre politiche linguistiche possono cercare di diminuire la somiglianza tra lingue mutualmente intelligibili per ragioni etno-politiche, questo è stato il caso del dano-norvegese, dell'indostano (hindi e urdu) e del malese/indonesiano.
- Purismo patriottico: coinvolge l'eliminazione o l'esclusione degli elementi stranieri. Esempi includono l'alto norvegese e l'anglish. Molti scrittori inglesi del XIX e XX secolo celebrarono le virtù di parole anglosassoni "forti" come foreword, che fu coniata per rimpiazzare la parola romanza "debole" preface. Il francese, il tedesco ed il greco sono conosciute per la loro preferenza per i neologismi più che per i prestiti linguistici.

Questa classificazione degli orientamenti puristici fatta da George Thomas rappresenta forme ideali. In pratica, invece, questi orientamenti vengono spesso a combinarsi tra loro.

### Basate sugli obiettivi
- Purismo democratico: mira alla salvaguardia dell'intelligibilità dei concetti (moderni) da parte di un più ampio gruppo di utenti attraverso il rafforzamento della loro espressione per mezzo di espressioni comuni e quotidiane (ad esempio, “to back up / backing” invece di “sustain[ment]”)
- Purismo unificatore: mira ad una migliore unione complessiva degli utenti di una lingua riducendo alcune peculiarità linguistiche regionali o professionali che potrebbero separare diversi aspetti della vita, o anche ostacolare l'interconnettività tra individui o sottogruppi di diversa provenienza regionale o con un diverso retroterra professionale.
- Purismo difensivo: mira a difendere una lingua da minacce esterne. Principalmente queste sono da identificarsi con l'influsso di idee straniere che un dato gruppo linguistico (o il suo sistema politico) disdegna o ha rovesciato, o con l'influsso di parole o espressioni straniere che tendono a sostituire il vocabolario innato, diminuendo o mettendo a rischio l'intelligibilità sopra-regionale o intergenerazionale all'interno di un'area linguistica o tra i suoi parlanti attuali e i residui dei loro venerati antenati, cioè, alcuni tipi di eredità "classica" (come p.es. l'uso di Shakespeare non è più così ampiamente capito tra molti parlanti inglesi di oggi).
- Purismo di prestigio: mira a variare le funzioni di prestigio.
- Purismo delimitante: mira a stabilire alcuni tipi di funzioni di separazione.

### Basate sull'intensità
- Purismo marginale: il purismo non diventa mai a nessun livello un valore della comunità di parlanti. Al contrario, c'è una certa apertura a tutte le fonti di arricchimento, allo stesso tempo caratterizzato da una mancanza nell'élite linguistica dell'assimilazione degli influssi stranieri, o da una mancanza assoluta di una simile élite. Esempi: inglese, russo, polacco, giapponese.
- Purismo moderato e discontinuo: a questo stadio si osserva un atteggiamento moderato durante un lungo periodo di tempo.  Esempi: spagnolo, francese, portoghese e italiano.
- Purismo frenante: una correzione reattiva ad una tendenza potenzialmente pericolosa nello sviluppo della lingua canonica. Esempi: danese, svedese, olandese, slovacco.
- Purismo evoluzionario: a questo stadio il purismo compare presto nello sviluppo della lingua scritta. Non ci sono cambiamenti o orientamenti radicali. Durante il processo di standardizzazione il purismo prende lo slancio per poi rallentare. Esempi: ungherese, finlandese, estone, ebraico, croato e sloveno.
- Purismo oscillante: riguarda oscillazioni ripetute tra un purismo intenso ed un atteggiamento più inclusivo. Esempi: tedesco, ceco e yiddish.
- Purismo stabile e consistente: non si registra interruzione o fluttuazione dell'intensità del purismo. È un valore costante della comunità di parlanti. Esempi: arabo, tamil e islandese.
- Purismo rivoluzionario: un passaggio violento e brusco da uno ad un altro dei modelli visti finora. Esempi: turco.

### Basate sul livello linguistico
- Purismo lessicale: si concentra sul lessico, prima di tutto contro i prestiti lessicali diretti, spesso combinati con lo sviluppo delle traduzioni dei prestiti (come in norvegese: hand out > støtteark e snowboard > snøbrett).
- Purismo ortografico: indirizzato contro elementi ortografici stranieri (come in norvegese: genre > sjanger, in spagnolo: football > fútbol). Si noti che esiste anche un purismo ortografico contrario. Alcuni parlanti spagnoli preferiscono la compitazione inglese "blue jean"[3] e non accetta la compitazione bluyín.[4]
- Purismo morfologico: indirizzato contro la flessione e la declinazione straniere (come la resistenza al plurale in -s nelle uscite dei sostantivi nelle lingue scandinave).
- Purismo sintattico: contro le caratteristiche sintattiche di altre lingue (come la resistenza stilistica in Nynorsk contro alcune costruzioni passive e alcune costruzioni col genitivo).
- Purismo fonetico: contro fonemi e combinazioni fonematiche straniere (come gánster[5] o champú[6] in spagnolo). Si noti che c'è anche un purismo fonetico contrario, che insiste sulla pronuncia originale, cioè pronunciando gángster e shampú in spagnolo.

### Altre forme
- Purismo regressivo:  L'eradicazione di prestiti molto vecchi. È una delle caratteristiche principali dell'ultrapurismo.
- Ultrapurismo: L'estremo limite superiore del purismo. In questo caso qualsiasi cosa espressa dal linguaggio umano può diventare obiettivo di intervento puristico, anche i nomi geografici, i nomi propri ed i nomi di elementi fisici, chimici, ecc. (Bisognerebbe notare, comunque, che l'atteggiamento - di per sé "puristico" ed associato all'aumento dell'istruzione e della competenza nelle lingue straniere - opposto alla traduzione o all'adattamento di toponimi, o anche di nomi di persona, è storicamente abbastanza recente, dato che i nomi non sono considerati fissi o immutabili in moltissime culture, e ci sono molte eccezioni anche in inglese, specialmente per i nomi di personaggi storici, nativi americani e anche reali contemporanei. Storicamente i nomi erano parte del lessico di una lingua proprio come ogni altra parola ed era comune avere nomi diversi associati con comunità linguistiche diverse. Si veda esonimo e endonimo. Inoltre i nomi di elementi fisici e chimici o di oggetti astronomici variano nelle diverse lingue, a volte in maniera abbastanza radicale. Più vecchia è la tradizione del nome o del termine, più probabili sono differenze assai forti. Gli unici due esempi registrati di ciò sono l'alto islandese (Háfrónska) e l'uso dell'umanista rinascimentale tedesco Johann Georg Turmair, che traduceva persino il nome dell'antico generale romano Fabius Cunctator in Zauderer Bohnenmaier (cioè letteralmente “Temporeggiatore Sindaco-Fagiolo”). Mentre la corrispondenza fono-semantica, non si tratta di ultrapurismo di per sé, è comunemente usata in un certo numero di lingue, particolarmente per tradurre nomi propri in cinese.

## Purismo linguistico secondo la lingua
- Croato – Purismo linguistico croato
- Inglese – Anglish
- Greco – Katharevousa
- Islandese – Alto islandese
- Italiano – Accademia della Crusca, Purismo italiano nel XIX secolo

- Norvegese – Alto norvegese
- Sinhala – Hela Havula
- Tamil – Tanittamil Iyakkam
- Turco – Türk Dil Kurumu